# Villavieja de Yeltes
Villavieja de Yeltes település Spanyolországban, Salamanca tartományban. Villavieja de Yeltes Yecla de Yeltes, Villares de Yeltes, Retortillo, Olmedo de Camaces, Fuenteliante és Bogajo községekkel határos. Lakosainak száma 688 fő (2024).

## Népesség
A település népessége az elmúlt években az alábbi módon változott:
| Lakosok száma | 1113 | 1041 | 967  | 939  | 899  | 878  | 809  | 764  | 714  | 688  |
|               | 2001 | 2004 | 2007 | 2009 | 2012 | 2014 | 2017 | 2019 | 2022 | 2024 |